# Déclaration commune sur la justification par la foi
La Déclaration commune sur la justification par la foi est un texte publié en 1999 par des représentants officiels de l'Église catholique et de deux fédérations d'Églises protestantes sur une question théologique qui les avait divisés au cours de l'histoire : est-on sauvé par ses œuvres ou par sa foi ? La déclaration énonce des positions communes, notamment :

« Nous confessons ensemble que la personne humaine est, pour son salut, entièrement dépendante de la grâce salvatrice de Dieu. »

Nous confessons ensemble que le pécheur est justifié au moyen de la foi en l’œuvre salvatrice de Dieu en Christ.
Nous confessons ensemble que l’homme est justifié par la foi en l’Evangile « indépendamment des œuvres de la loi » (Rm 3, 28)
Nous confessons ensemble que les bonnes œuvres – une vie chrétienne dans la foi, l’espérance et l’amour – sont les conséquences de la justification et en représentent les fruits.
Ce document fut signé en l'église Sainte-Anne d'Augsbourg (de).

## Les Églises concernées

### Les différends antérieurs
Martin Luther s'était principalement opposé à l'Église catholique sur la question des indulgences. Cette critique se fondait en particulier sur l'Épître aux Romains, rédigée par l'apôtre Paul et sur l'Épître de Jacques, critiquée par Luther comme étant de peu de valeur (il l'appelait « l'épître de paille »).
Luther, se fondant en particulier sur le chapitre 3 de l'Épître aux Romains, affirmait que seule la foi sauvait, indépendamment des actes (« œuvres »). L’Église catholique de l'époque, sans minimiser la part de la foi, mettait en avant le second chapitre de l'Épître de Jacques et donc la nécessaire correspondance des œuvres réalisées avec la foi. Ces « œuvres » pouvaient aller jusqu'au rachat des péchés par des indulgences, y compris acquises financièrement, ce qui était inadmissible pour Luther.
Toutefois, André Gounelle rappelle que,  « contrairement à ce que les protestants ont parfois prétendu, [le catholicisme] n'a jamais enseigné le salut par les œuvres. Avec la Réforme, et comme elle, il affirme que c'est Dieu qui sauve, Dieu seul, et qu’il sauve par grâce ; sans grâce pas de salut ». Il cite à cet égard la déclaration du concile de Trente : « Si quelqu'un dit que l'homme peut être justifié devant Dieu par ses œuvres... sans la grâce divine venant par Jésus Christ, qu'il soit anathème. »

### Les termes de l'accord
Les deux parties présentent leur accord comme l'obtention d'un « consensus dans les vérités fondamentales de la doctrine de la justification ». L'accord a ainsi permis la levée des condamnations réciproques qui avaient eu lieu dès l'avènement de la Réforme sur ces questions doctrinales. Il n'y a pas pour autant identité de vues et de présentation : on a pu ainsi parler de « consensus différencié », c'est-à-dire qui admet les différences.
Par exemple, l'insistance de l'Église catholique sur les œuvres demeure, notamment en ce qui concerne les œuvres de charité. Mais il y est explicitement précisé que la grâce ne dépend pas des œuvres réalisées :
« Lorsque les catholiques affirment que, lors de la préparation en vue de la justification et de son acceptation, la personne humaine « coopère » par son approbation à l’agir justifiant de Dieu, ils considèrent une telle approbation personnelle comme étant une action de la grâce et non pas le résultat d’une action dont la personne humaine serait capable. »

## Les différents accords signés

### Déclaration entre luthériens et catholiques à Augsbourg

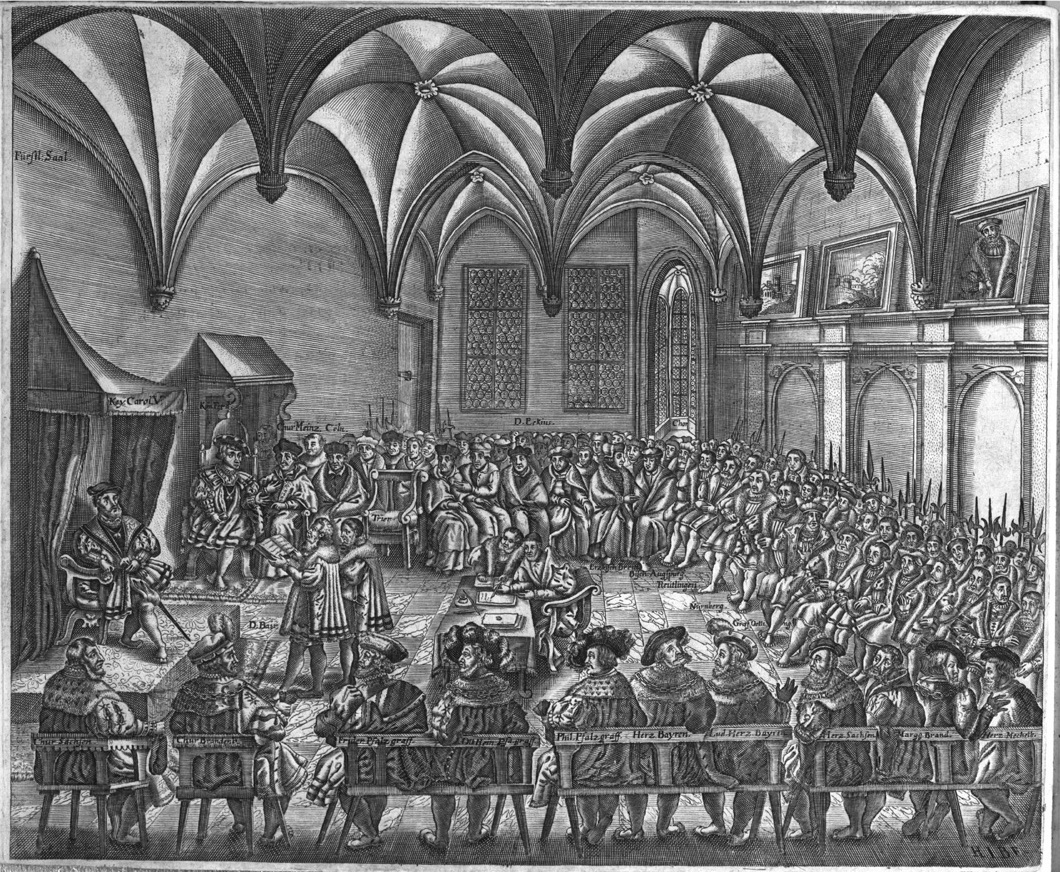
Présentation de la Confession d'Augsbourg à Charles Quint.

La déclaration a été signée à Augsbourg le 31 octobre 1999 par le cardinal Edward Cassidy, représentant de l'Église catholique, et l’évêque Christian Krause (de), président de la Fédération mondiale luthérienne. Elle constitue une étape décisive dans le rapprochement entre l'Église catholique et les Églises luthériennes.
Le choix d'Augsbourg pour cette signature était particulièrement symbolique, et se voulait un écho à la Confession d'Augsbourg considéré comme le point de divergence théologique entre catholiques et luthériens.

### Déclaration entre méthodistes, catholiques et luthériens à Séoul
Le 18 juillet 2006 la déclaration a été signée par le Conseil méthodiste mondial à Séoul en présence du cardinal Walter Kasper, président du Conseil pontifical pour l’unité des chrétiens, du révérend Ismael Noko, secrétaire général de la Fédération luthérienne mondiale et du pasteur Samuel Kobia, lui-même méthodiste et secrétaire général du Conseil œcuménique des Églises (COE).

### Déclaration entre réformés, catholiques, luthériens et méthodistes à Wittemberg
La Communion mondiale d'Églises réformées (CMER) s’est associée officiellement à la déclaration sur la justification lors d’un culte le 5 juillet 2017 à l’église de Wittenberg, avec des responsables des Églises catholiques, luthériennes et méthodistes.

### Les anglicans rejoignent la déclaration
Le 31 octobre 2017, dernier jour de l’année jubilaire marquant le 500e anniversaire de la Réforme protestante, l’archevêque de Cantorbéry, primat de la communion anglicane, a annoncé que son Église rejoignait la Déclaration commune sur la justification par la foi.

## Sources
1. ↑  (fr) (en) « Une « épître de paille » ? », Réforme, 2 octobre 2011 (consulté le 21 décembre 2011)
2. 1 2  André Gounelle, « L'articulation entre justification et sanctification ».
3. ↑  Daniel Olivier, « L'accord catholique-luthérien sur la justification », Itinéraires augustiniens, n° 27.
4. ↑  La-Croix.com, « La Communion mondiale d’Églises réformées (CMER) rejoint la Déclaration commune sur la justification », sur Documentation catholique - La Croix (consulté le 1er décembre 2022)
5. ↑  Marie Malzac, « Œcuménisme, les anglicans rejoignent la déclaration sur « la justification par la foi » », La Croix,‎ 31 octobre 2017 (ISSN 0242-6056, lire en ligne, consulté le 1er décembre 2022)